# Igor' Grivennikov
Igor' Anatol'evič Grivennikov (in russo Игорь Анатольевич Гривенников?; 11 luglio 1952) è un ex nuotatore sovietico, dal 1992 russo.

## Carriera
Forte nelle staffette, vinse la medaglia d'argento nella 4x100m stile libero e la medaglia di bronzo nella 4x200m stile libero alle Olimpiadi di Monaco di Baviera 1972.

## Palmarès
- Giochi olimpici estivi

Monaco di Baviera 1972: argento nella 4x100m stile libero e bronzo nella 4x200m stile libero.
- Mondiali

Belgrado 1973: argento nella 4x100m stile libero.